# Obytce
Obec Obytce (německy Obitz) se nachází v okrese Klatovy, kraj Plzeňský. Žije zde 225 obyvatel.

## Historie
První písemná zmínka o vesnici pochází z roku 1227. Od 30. dubna 1976 do 23. listopadu 1990 byla obec součástí města Klatovy.

## Obecní správa
V letech 1850–1869 k obci patřily Kroměždice a v letech 1850–1889 také Myslovice.

## Pamětihodnosti
- Kaple svaté Barbory, na návrší před vesnicí
- Uprostřed vesnice se nachází areál obyteckého zámku s parkem, který vznikla postupnými přestavbami středověké tvrze ze čtrnáctého století.[4]
- Lípa u kapličky v Obytcích

## Galerie

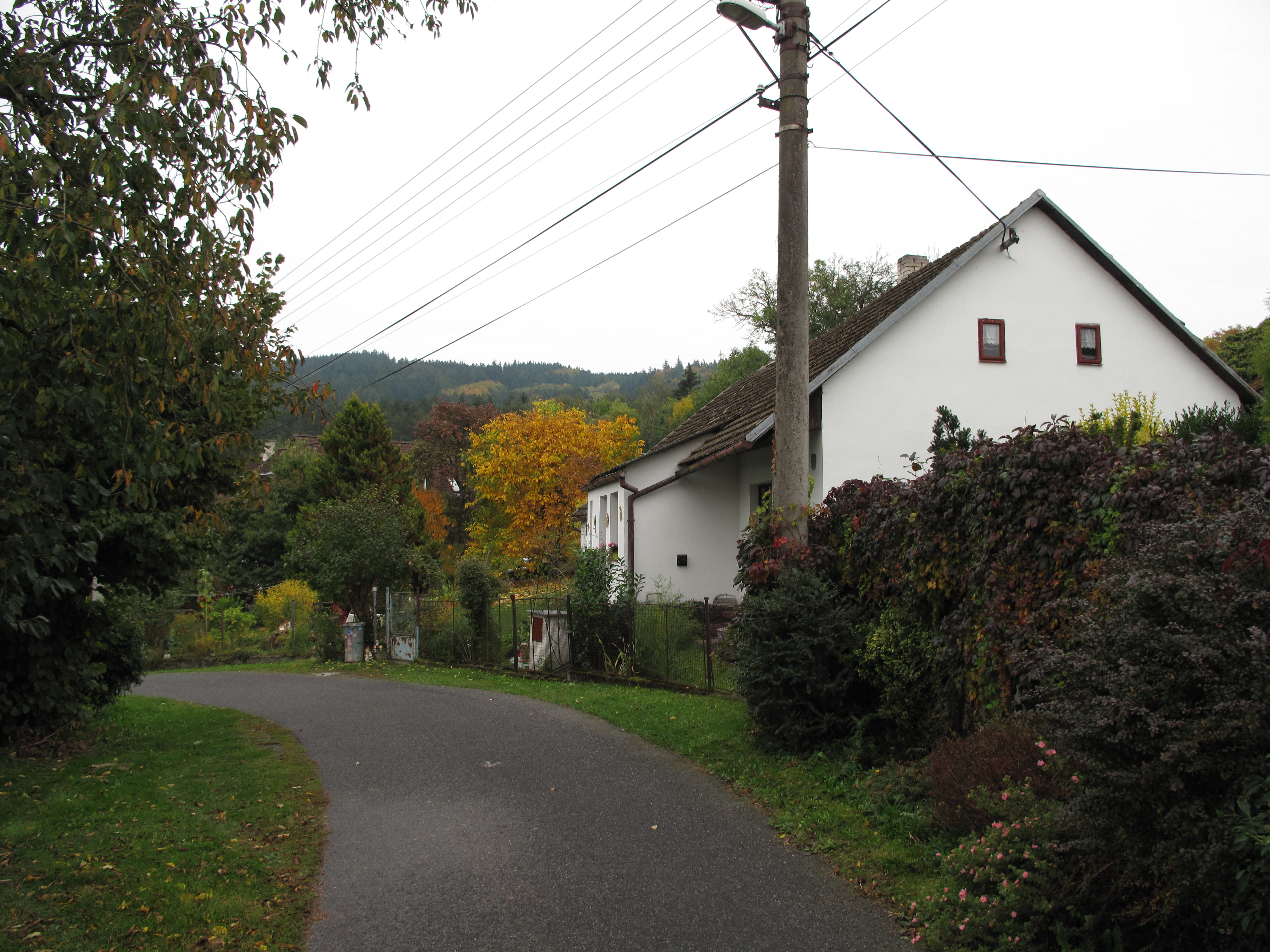
Cesta
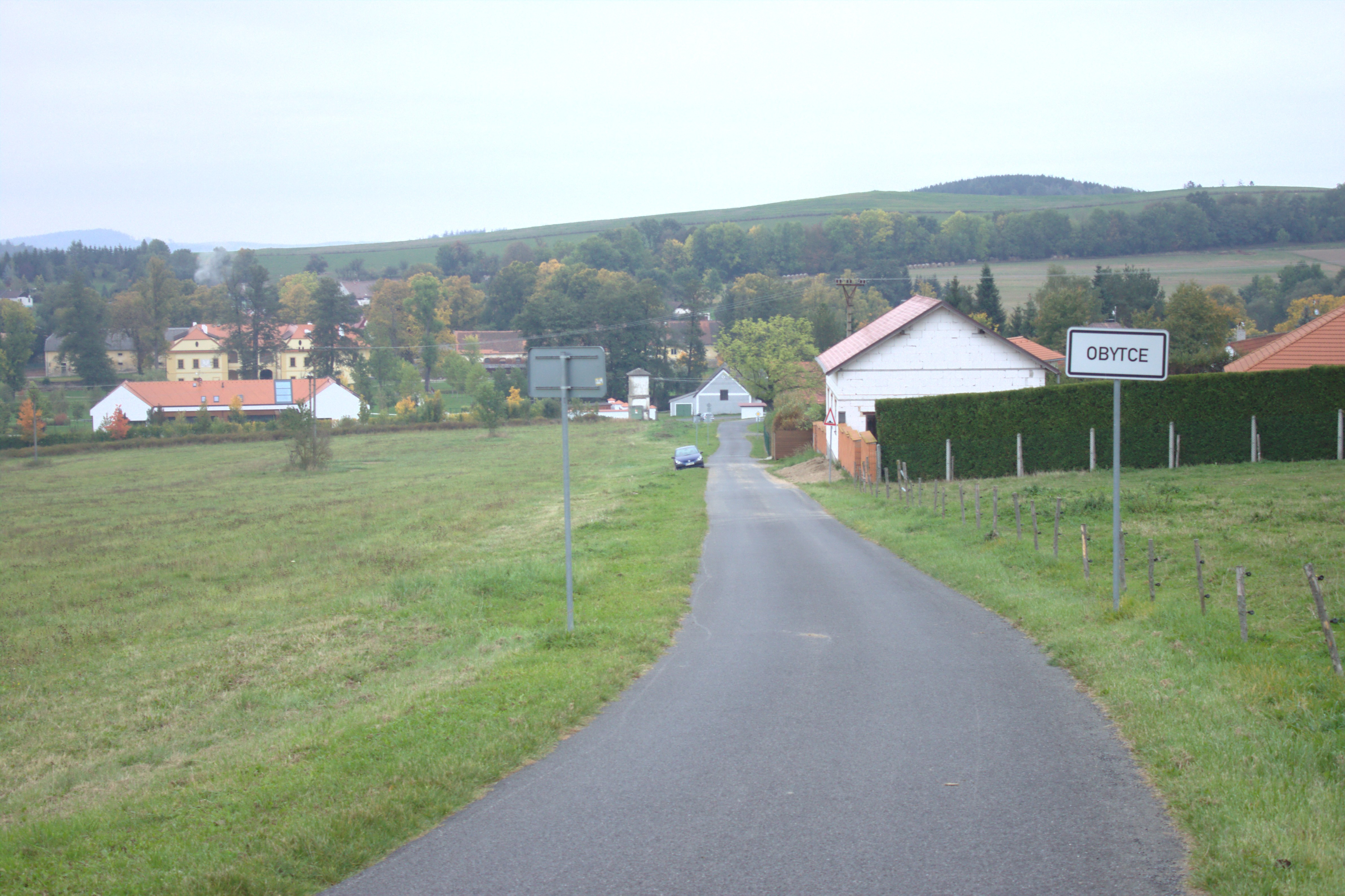
Okraj obce
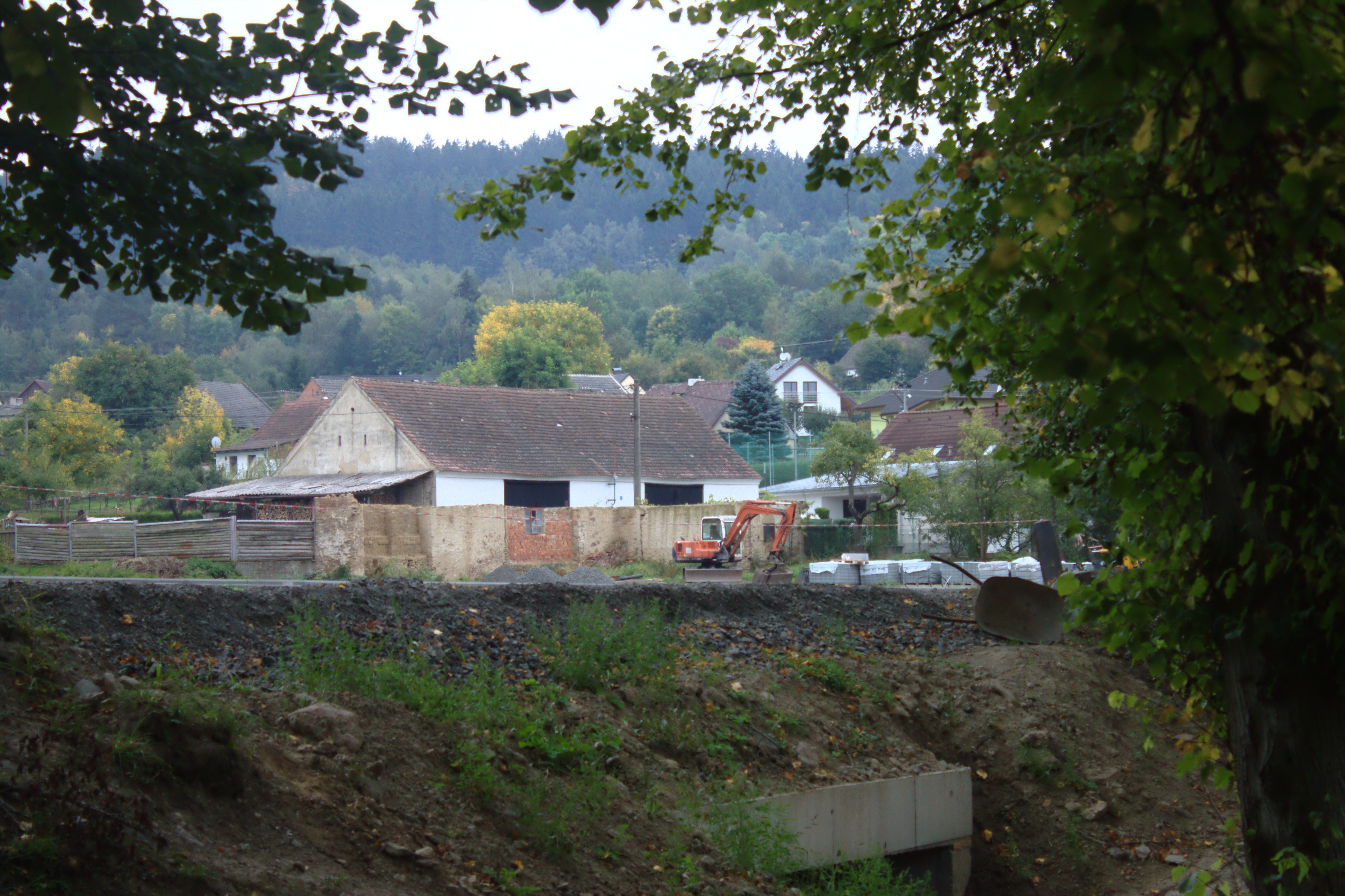
Hráz